# Pius V.
Svatý Pius V., před zvolením Michele Ghislieri, rodným jménem Antonio (17. ledna 1504 Bosco Marengo, diecéze Alessandria, Lombardie – 1. května 1572 Řím), byl italský katolický duchovní, dominikán, od roku 1566 v pořadí 225. papež.

## Život

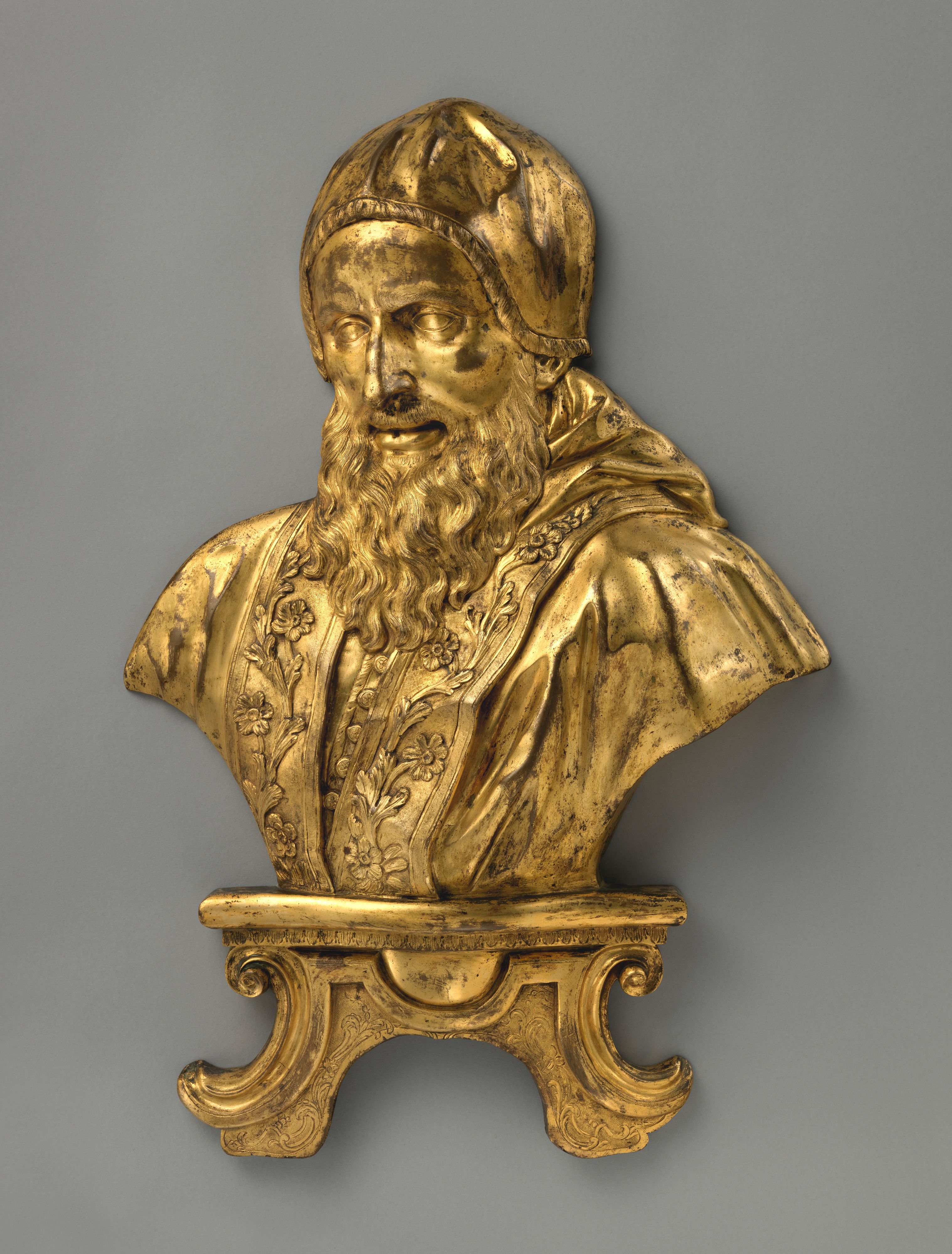
Angelo de Rossi, Portrét papeže Pia V., Metropolitní muzeum umění, New York

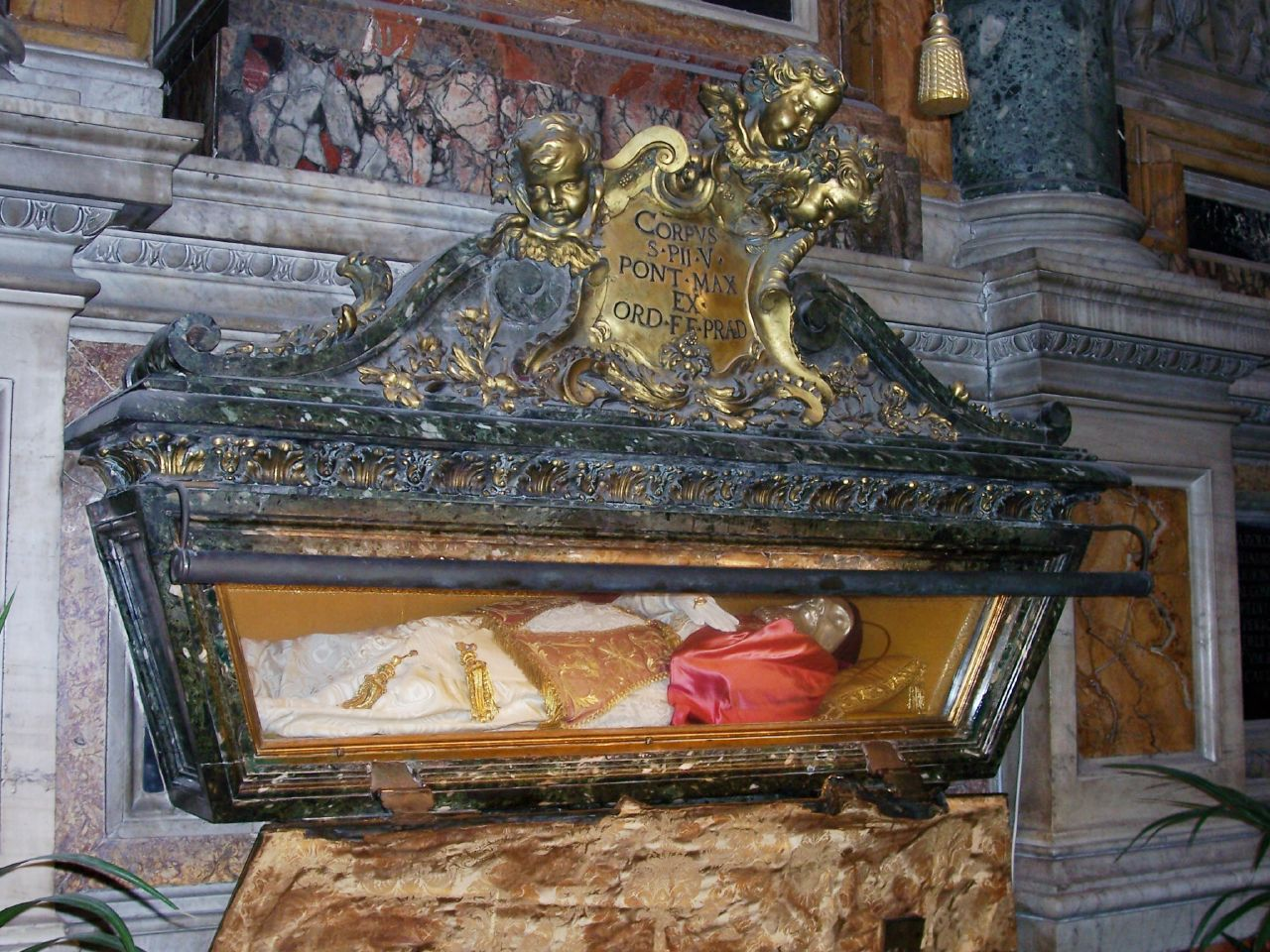
Tělo Pia V. vystavené v bazilice Santa Maria Maggiore v Římě

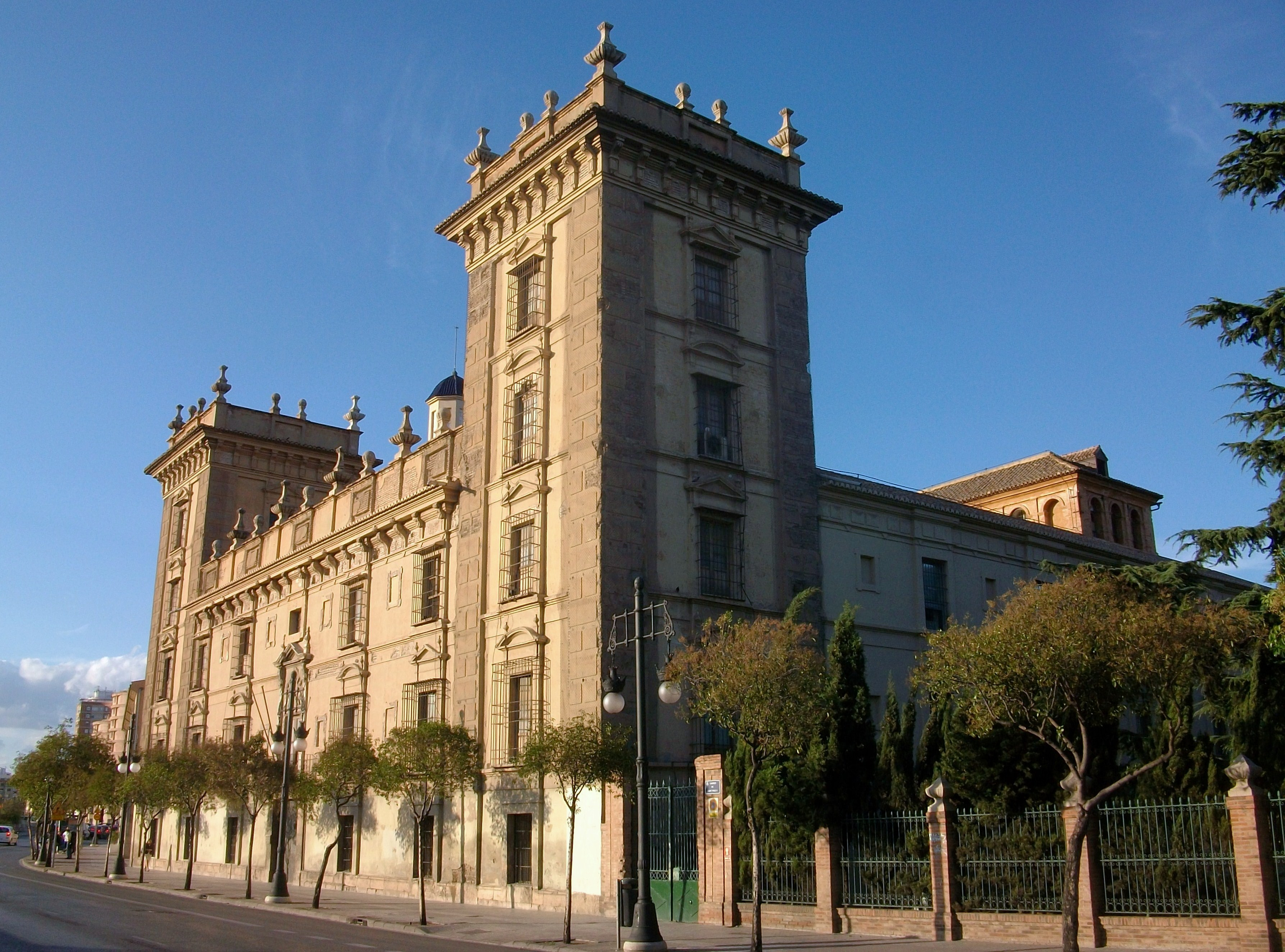
Bývalá kolej sv. Pia V. ve Valencii, nyní Muzeum krásných umění

Pius V. pocházel z chudé rodiny, v dětství byl pastýřem. Ve 14 letech jej zámožný rodinný přítel přivedl do Voghery, aby vstoupil do kláštera řádu dominikánů a přijal jméno Michal. Studoval v Boloni, v 1528 byl vysvěcen na kněze. Přes 16 let byl profesorem teologie v Pavii, vykonával funkci mistra noviciátu a převora několika dominikánských klášterů.
Byl inkvizitorem v Comu a Bergamu, protože obě diecéze sousedily s protestantským Švýcarskem. Jeho odvaha a drsný postup proti jinověrcům byl vítán, nezalekl se, ani když po něm házeli kameny.   Roku 1551 po doporučení kardinála ho papež Julius III. jmenoval generálním komisařem římské inkvizice. Papež Pavel IV. ho jmenoval roku 1556 biskupem v Nepi a Sutri, roku 1557 kardinálem a roku 1558 generálním inkvizitorem. U nového papeže Pia IV. upadl v nemilost pro svou inkvizitorskou přísnost a mimo jiné také proto, že zablokoval jmenování třináctiletého Ferdinanda Medicejského kardinálem.
Jako protektor řehole barbanitů a biskup v Mondovi se celým srdcem věnoval reformě. Byl zanícený pro asketizmus a evangelickou chudobu, sám žil neobyčejně střídmě, a dalo se proto předpokládat, že z něho bude papež, po jakém se v těch časech už dlouho volalo. Po smrti Pia IV. začalo 17. prosince 1565 konkláve, které ovládl Karel Boromejský, jemuž se podařilo přesvědčit 53 volících kardinálů, aby vybrali jeho kandidáta, kardinála Ghislieriho za papeže, což se stalo 7. ledna 1566. Přijal jméno Pius V. a byl korunován v den svých narozenin, 17. ledna 1566. I nadále vytrval ve svém asketismu, peníze určené na oslavu papežské volby a na ceremonie rozdal chudým. Vyhýbal se požívání masa a alkoholických nápojů a pod papežským ornátem nosil hrubý mnišský hábit. Vzal si za cíl udusit rouhání, znesvěcování svátků a nemorálnost římské veřejnosti. Lidem se zdálo, že chce přeměnit město Řím na klášter. Přísně dbal o to, aby se duchovní zdržovali na místech svých úřadů, dělal pravidelnou kontrolu náboženských řeholí, a některé, které nedodržovaly svůj cíl, zrušil, jako například humiliáty v roce 1571. Ze společností, kterým přidělil oficiální řeholní status a podporoval je, jsou nejznámější milosrdní bratři. Kardinály si pečlivě vybíral. Tvrdě potíral nevázaný život kněží. V roce 1568 vydal nařízení, že kněží, kteří se dopustí pohlavního zneužívání, mají být zbaveni kněžského stavu a vydáni světské moci k potrestání, s odůvodněním, že „každého, kdo se neděsí ztráty duše, jistě odradí mstící meč světského práva.“ Pius V. rovněž z Říma vykázal všechny nevěstky a kurtizány. Po té , co byly pronásledovány a okrádány, svolil pro ně k vyhrazení uzavřené římské čtvrti, ale nezastavil věřejné bičování některých odsouzených poběhlic.  Byl velmi přísný i na Židy. Vyháněl je z papežského státu, jen z obchodních důvodů některým dovolil žít v ghettech Říma a Ancony.
V roce 1566 papež Pius V. vydal Římský katechismus, v roku 1568 přepracovaný kněžský breviář a v roku 1570 misál. Pozoruhodné je, že omezil používání odpustků. Roku 1567 jmenoval svatého Tomáše Akvinského učitelem církve a za svůj pontifikát kanonizoval několik nových světců, např. roku 1570 Iva ze Chartres. Ve svých snahách o zachování čistoty víry se opíral většinou o inkvizici. Postavil pro ni nový palác, vypracoval jí nové směrnice a sám se zúčastňoval jejích zasedání. Za jeho vlády bylo obviněno a odsouzeno mnoho lidí, jako byl i humanistický myslitel a bývalý papežský sekretář Pietro Carnesecchi, upálený v Římě roku 1667 pro své sympatie k luteránství. V roce 1571 Pius V. založil Kongregaci indexu.
Jeho postupu na mezinárodním poli často chyběl politický realismus. Podařil se mu však i velmi úspěšný čin, když vytvořil Svatou ligu s Benátkami a Španělskem proti Turkům. Vítězství spojených námořních sil v Korintském zálivu v bitvě u Lepanta 7. října 1571 otřáslo tureckou vládou ve Středomoří. Z vděku za pomoc shůry vyhlásil papež 7. říjen za svátek Panny Marie Vítězné. později ho přesunul na první neděli v říjnu, na svátek Panny Marie Růžencové. V roce 1570 papež exkomunikoval královnu Anglie Alžbětu I. Pius V. pevně podporoval katolíky ve Francii proti protestantům.
O Piovi V. se říká [kdo?], že byl zbožný až k nesnášenlivosti, svědčí o tom jeho tvrdý postup vůči heretikům, židům i podpora inkvizice. Přesto se pro své neúnavné úsilí o potlačení herezí zapsal do historie jako významný papež, který zanechal církvi charakteristický odkaz. Zemřel v květnu roku 1572 na onemocnění ledvin a byl pohřben nejdříve ve Svatopetrské bazilice, než dal papež Sixtus V. jeho ostatky přenést do baziliky Panny Marie Sněžné v Římě. Tam je na oltáři vystaveno jeho tělo se stříbrnou maskou na obličeji, v prosklené rakvi.
Papež Klement X. Pia V. prohlásil 1. května 1672 (v den výročí 100 let od jeho smrti) blahoslaveným, a papež Klement XI. svatým (22. května 1712). V Římskokatolické církvi má svátek 30. dubna (dříve 5. května).

## Úcta a ikonografie

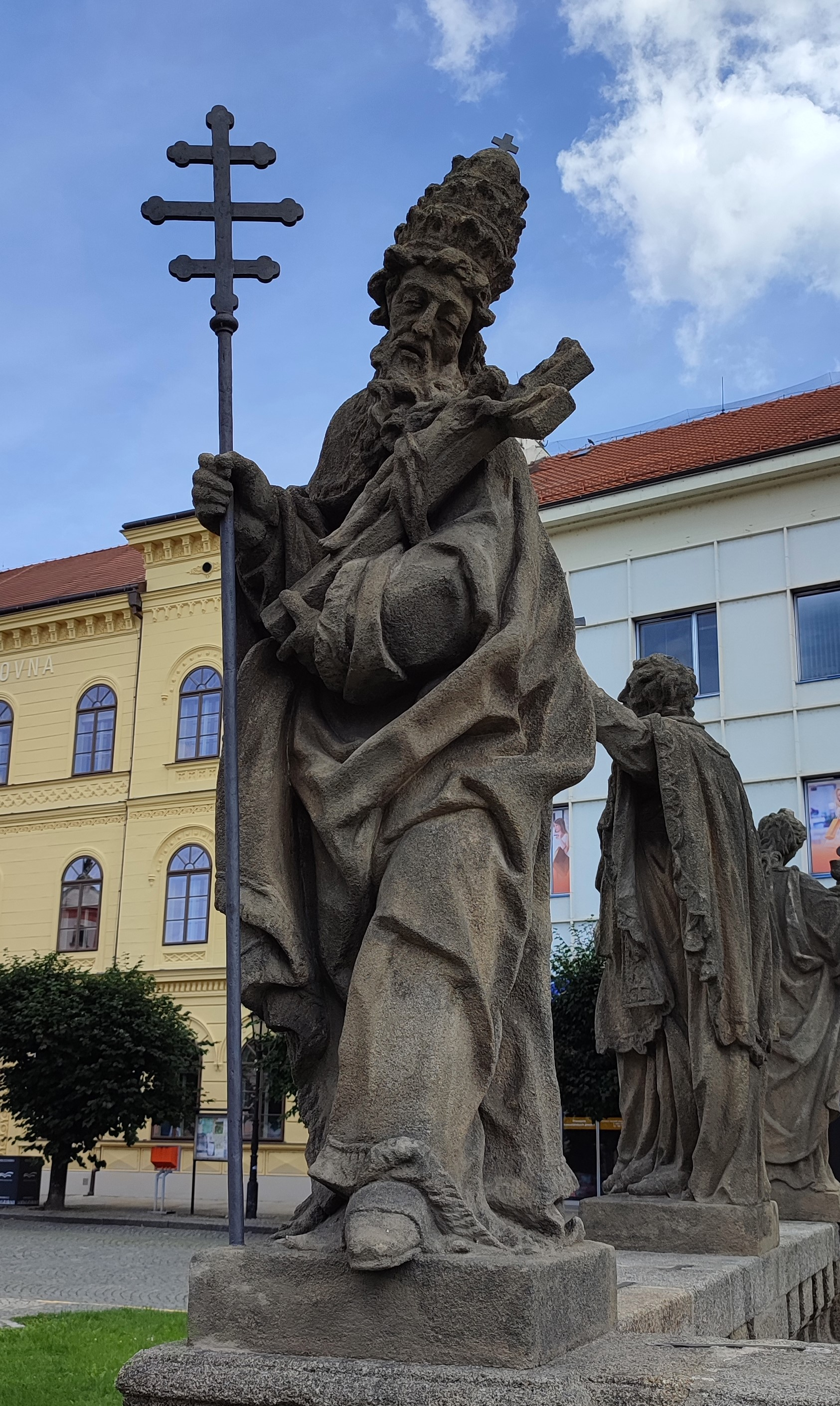
Socha Pia V. z Mariánského sousoší v Písku

Pius V. byl uctíván především v řádových kostelech dominikánů, barnabitů, v chrámech a na veřejných prostranstvích, zaměřených na katolickou propagaci závěrů tridentského koncilu. Nebyly mu zasvěceny kostely. První chrám sv. Pia V. byl v Římě postaven teprve roku 1952 Barokní kolej s kaplí sv. Pia V. ve španělské Valencii patřila k prvním jemu zasvěceným, po druhé světové válce byla vyklizena a adaptována na muzeum umění.
Jeho vyobrazení mimo Itálii a Španělsko a mimo dominikánské domény bývají poměrně vzácná. Zpravidla se objevuje ve skupině svatých papežů, pouze v řadě papežských portrétů je prezentován také v 19. století v římském chrámu sv. Pavla za hradbami.
Pius V. je vyobrazen buď v purpurovém oděvu kardinála nebo v pontifikálního oděvu s pluviálem přes ramena, v tom případě má vždy papežské insignie: třístupňovou tiáru a patriarší berlu se třemi příčnými břevny. Dále držívá (podobně jako sv. Jan Nepomucký) na pokrčené levé paži mohutný kříž s figurou ukřižovaného Krista.  
K významným příkladům barokního sochařství mimo katolické metropole patří barokní socha sv. Pia V. z mariánského sousoší v Písku, dílo Lazara Widmanna.